# John Billingsley
Pour les articles homonymes, voir Billingsley (homonymie).
John Billingsley est un acteur américain né le 20 mai 1960 à Media en Pennsylvanie.

## Biographie
John Billingsley apparaît dans une pièce de théâtre de son école. Puis il entame des études de théâtre au Bennington College, dans le Vermont. Plus tard, il s'installe à Seattle où ses talents d'acteur sont remarqués dans de nombreuses pièces régionales. En 1989, Billingsley crée le « Book-It Repertory Theatre », une compagnie théâtrale basée à Seattle et spécialisée dans l'adaptation de fictions. Depuis, il a tenu des rôles dans de nombreuses séries télévisées.
Il est connu pour son rôle du Docteur Phlox dans la série Star Trek : Enterprise. 

## Filmographie

### Télévision
- 1990 : Bienvenue en Alaska
- 1992 : Simon et Simon
- 1993 : Diagnostic : Meurtre
- 1993 : X-Files : Aux frontières du réel
- 1993 : New York Police Blues
- 1994 : Les Anges du bonheur (Saison 7, épisode 8)
- 1996 : Le Caméléon
- 1997 : Stargate SG-1 : Simon Coombs (Saison 6, épisode 8)
- 1997 : Total Security
- 1998 : The Practice : Bobby Donnell et Associés
- 1998 : Profiler
- 1998 : Felicity
- 1999 : X-Files (épisode Brelan d'as)
- 1999 : Good Versus Evil
- 1999 : À la Maison-Blanche
- 1999 : Angel
- 2000 : Gideon's Crossing
- 2000 : FreakyLinks
- 2000 : Amy
- 2000 : Associées pour la loi
- 2000 : Les Médiums
- 2000 : Gilmore Girls
- 2001 : Six Feet Under
- 2001 : Star Trek : Enterprise: Dr Phlox (2001 à 2005-98 épisodes)
- 2005 : Nip/Tuck (Saison 3, épisode 7)
- 2005 : Cold Case : Affaires classées (Saison 2, épisodes 9 et 23)
- 2006 : Prison Break
- 2006 : The Nine : 52 heures en enfer
- 2006 : The Closer : L.A. enquêtes prioritaires (Saison 2, épisode 4)
- 2006 : Les Experts : Manhattan
- 2006 : Dead and Deader : Langdon
- 2007 : NCIS : Enquêtes spéciales (saison 4, épisode 22)
- 2007 : Ghost Whisperer
- 2007 : 24 heures chrono
- 2007 : Grey's Anatomy (Saison 4, épisodes 9 et 10)
- 2007 : Les Experts (Saison 8, épisode 4)
- 2007 : Journeyman (Saison 1, épisode 3)
- 2008 : True Blood
- 2008 : FBI : Portés disparus (Saison 7, épisode 7)
- 2008 : Women's Murder Club (Saison 1, épisode 13)
- 2009 : Esprits criminels (Saison 4, épisode 21)
- 2009 : Scrubs (saison 9, épisode 2)
- 2010 : Mentalist (saison 3, épisode 9)
- 2011 : Suits, avocats sur mesure (saison 1, épisode 10)
- 2014 : Intelligence (un des acteurs principaux) : Shenendoah Cassidy
- 2014 : Bones  (Saison 10, Episode 5) : Dr Edward Harkness
- 2015 : Extant (saison 2, épisode 2)
- 2016 : Castle (saison 8, épisode 9) : Dr Harvey Larson
- 2017 : Twin Peaks (saison 3, épisode 10) : Docteur Ben
- 2018 : The Orville (saison 2, épisode 3) : Cambis Borrin
- 2018 : Lucifer (saison 3, épisode 7) : Alvin Kampinsky.
- 2022 : "Pam and Tommy" (saison 1, épisode 6) : Bruce Hendricks.

### Cinéma
- 1995 : Drôle de singe (Born to Be Wild) de John Gray : Daryl
- 2001 : La Prison de verre de Daniel Sackheim : Moniteur d'auto-école
- 2001 : Crocodile Dundee 3 : Barry
- 2002 : Crimes et Pouvoir :
- 2002 : Laurier blanc : Paramédical
- 2004 : Comme Cendrillon : M. Rothman
- 2004 : Out of Time : Chae
- 2005 : 12 chiens pour Noël : Doyle
- 2007 : The Man from Earth : Harry
- 2007 : Ripple Effect
- 2009 : 2012 : Prof. West
- 2024 : Skincare de Austin Peters : Jeff

### Podcast
- 2020 : The Left Right Game : Clyde

## Remarques
- Dans Star Trek : Enterprise, il joue le Docteur Phlox, l'extraterrestre exotique de l'équipage. Il a joué son propre rôle dans un épisode de Roswell se déroulant sur le plateau d'Enterprise.